# Regis Automotive
Regis Automotive war ein britischer Hersteller von Automobilen.

## Unternehmensgeschichte
Das Unternehmen wurde 1989 in Bognor Regis in der Grafschaft West Sussex gegründet. Als Inhaber wird Bruce Dixon und als Designer Dennis Webb und Ian Cross genannt. Die Produktion von Automobilen und Kits begann. Der Markenname lautete Regis. 1992 endete die Produktion.

## Fahrzeuge
Erstes Modell war der Ram 4 S. Dies war die Nachbildung des Lotus Elite der Bauzeit 1974–1982. Lotus Cars war darüber nicht erfreut. Viele Teile stammten vom Ford Cortina.
1989 erschien der Nachfolger Mohawk. Das Design war überarbeitet worden. Ein Spaceframe-Fahrgestell bildete die Basis. Darauf wurde eine Karosserie aus Fiberglas montiert. Vierzylindermotoren vom Ford Cortina sowie V8-Motoren von Rover trieben die Fahrzeuge an. Von diesem Modell entstanden etwa neun Exemplare.